# Opel Super Six
O Opel Super Six foi um automóvel produzido pela construtora alemã Opel.
Foram produzidas três versões: 4 portas Sedan, 2 portas coupé e 2 portas cabriolet, entre 1937 a 1938.